# Koren (graan)

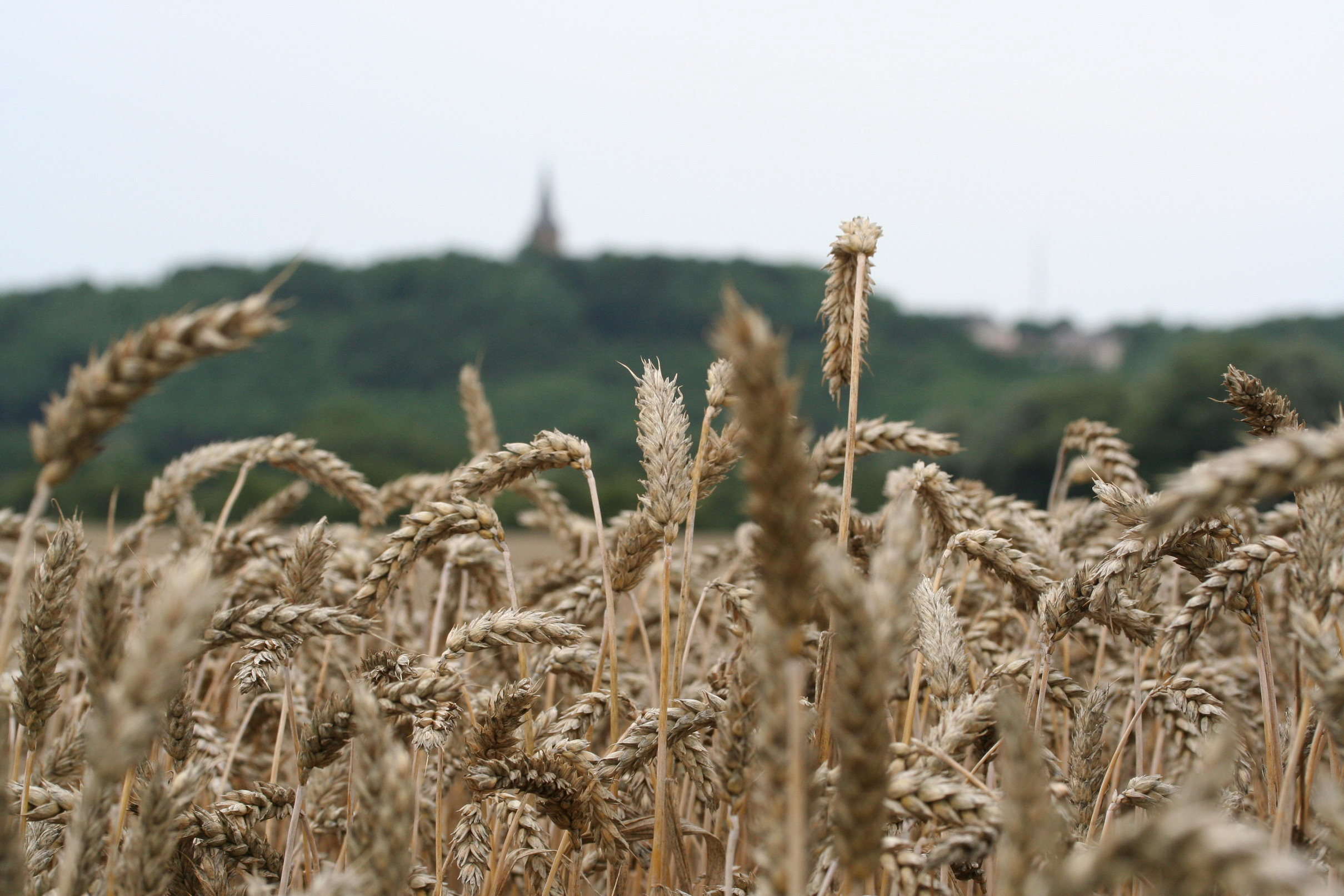
Tarwe

Koren is een algemene term voor graan dat voor voedsel wordt verbouwd. Afhankelijk van de regio gaat het meestal om tarwe, rogge of gerst. Een korenhalm is de stengel van deze koren. Boekweit (Fagopyrum esculentum) behoort niet tot de grassenfamilie en is dus geen koren of graan. Haver (Avena sativa) behoort echter wel tot de grassenfamilie, maar wordt niet beschouwd als koren.
De bloeiwijze bij koren is meestal een aar, ook wel korenaar genoemd. Graan werd voorheen bij de oogst op het veld vaak opgebonden in korenschoven, een in de Bijbel veelgebruikt begrip.
Volgens het traditionele geloof van vele volkeren huist de korengeest in het koren.

## Spreekwoorden
- Zijn koren/korentje groen eten: alles snel opdoen (opmaken); zich geen zorgen maken om de toekomst; niet sparen (van de hand in de tand leven).[2]
- Dat is koren op zijn molen: dat komt hem handig uit; dat is naar zijn zin; hij zal dat meteen gebruiken als argument voor wat hij toch al wilde.[3]
- Er is geen koren zonder kaf: niets is zonder gebreken; tussen al het goeie zit altijd ook wel iets minder goeds..[4]
- Het kaf van het koren scheiden: het waardevolle van het waardeloze scheiden.
- Het koren van de molen zenden: de klanten wegjagen, zichzelf benadelen.
- Men vindt geen molenaar of hij at gestolen koren: ieder zoekt zijn voordeel, ook al is het ten koste van anderen.
- Wat de boer aan het koren verliest zal hij aan het spek wel terugvinden: waar iemand iets verliest zal iemand (anders) iets winnen.
- Zodra het hek van de dam is lopen de varkens in het koren: een ramp komt voort uit roekeloosheid; als er geen toezicht is springen kinderen of ondergeschikten uit de band.
- Zijn zeis in een anders koren slaan: stelen, zich in het werk van iemand anders bemoeien.
- Zijn licht niet onder de korenmaat zetten: meespreken, je mening geven en laten merken dat je er iets van weet.

## Citaat
- Ik kan beter tegen het sap van de dochter van de korenaar, dan tegen het bloed van de druiventros: ik drink liever bier dan wijn.[5]